# CiCi's
CiCi's (autrefois Cici's Pizza) est une chaîne de restauration rapide américaine fondée en 1985 et basée à Coppell (Texas, États-Unis). 
Le concept de la marque est d'offrir, à un prix abordable, un buffet à volonté de pizzas, de salades, de pâtes et de desserts.
Le premier restaurant ouvrit en 1985 à Plano (Texas, États-Unis). Les 450 restaurants CiCi's sont présents uniquement aux États-Unis dans 32 États.